# Fossambault-sur-le-Lac
Fossambault-sur-le-Lac [fɔsɑ̃bo syʁ lə lak] est une ville du Québec (Canada), située dans la municipalité régionale de comté de La Jacques-Cartier, dans la région administrative de la Capitale-Nationale. Le recensement de 2021 y dénombre 2 327 habitants.

## Toponymie
Le village est nommé en l'honneur de Jacques Nau de La Boissière et de Fossambault, conseiller du roi et trésorier des finances en Berry.

## Histoire

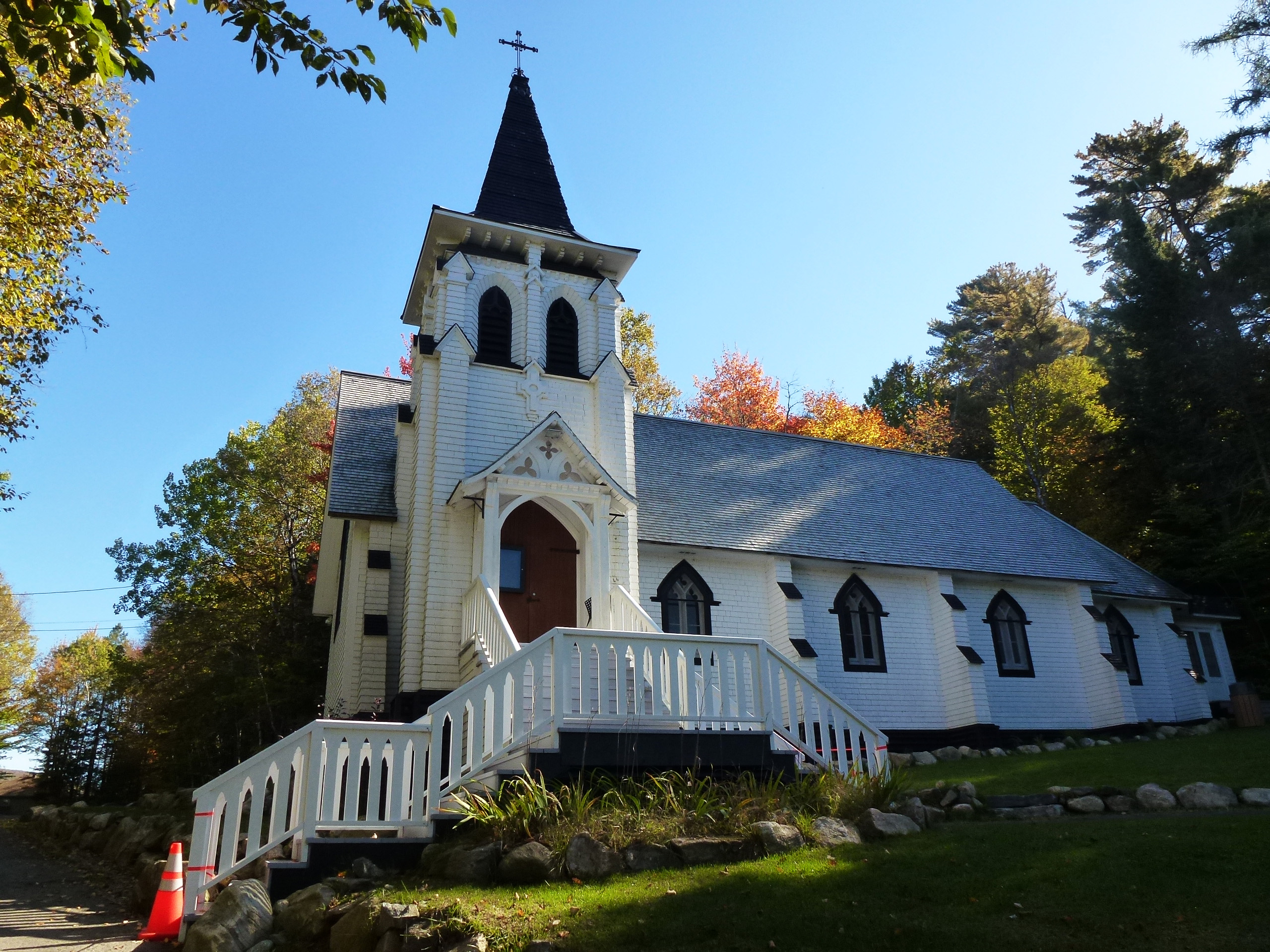
Chapelle St-Joseph du Lac.

Le peuplement du lac Saint-Joseph a commencé au début du XXe siècle. Seule une occupation du territoire par quelques agriculteurs irlandais fournit les traces d'une occupation humaine au XIXe siècle. Le phénomène de villégiature apparaît vers 1896, lorsque le notaire Cyprien Labrecque se construit une résidence. Par la suite, des notables occupent les lieux : notaires, greffiers, médecins et marchands, la plupart étant citoyens de Québec.
En 1934, Thomas Maher, un homme d'affaires de Québec, achète de la Consolidated Paper Corporation des terres tout autour du bassin supérieur du lac et une partie du bassin sud. Subdivisées, ces terres sont offertes aux villégiateurs venus surtout de Québec. Conscient du caractère pittoresque du site, il inclut dans les contrats de vente des clauses exigeant des nouveaux propriétaires qu'ils construisent des résidences adaptées au contexte naturel environnant. C'est à partir de cette année que le développement du lac Saint-Joseph subit un véritable essor.
Le village de Fossambault-sur-le-Lac, située dans la partie sud-est du lac Saint-Joseph, fut fondée en 1949 par le premier maire, M. Jules Gingras. La municipalité est alors dirigée par le maire Jules Gingras, son secrétaire-trésorier Monsieur J.R. D'Avignon et les échevins F.J. Dinan, Philémon Garneau, J. Omer Martineau, G.J. Montminy et J. Rolland Séguin.
C'est plus précisément le 10 mars 1949 que la municipalité devenait, par la Loi no. 174, le village de Fossambault-sur-le-Lac.

## Géographie
Le village occupe les terres entourant la partie sud du lac Saint-Joseph (La Jacques-Cartier). Elle a été incorporée en 1949. 
Le principal cours d'eau est la rivière aux Pins venant du nord-est, qui traverse la partie nord de la municipalité et se déverse sur la rive est du lac Saint-Joseph (La Jacques-Cartier).

## Démographie
| 1981 | 1986 | 1996 | 2001  | 2006  | 2011  | 2016  | 2021  |
| ---- | ---- | ---- | ----- | ----- | ----- | ----- | ----- |
| 570  | 651  | 921  | 1 055 | 1 532 | 1 613 | 1 960 | 2 327 |

## Administration
Les élections municipales se font en bloc et suivant un découpage de six districts.
| Fossambault-sur-le-Lac Maires depuis 2003                                                                            |                |         |          |
| Élection | Maire          | Qualité | Résultat |
| 2003 | Gilles Landry  |         | Voir     |
| 2005 | Guy Maranda    |         | Voir     |
| 2009 | Jean Laliberté |         | Voir     |
| 2013 | Jean Laliberté | Voir    |          |
| 2017 | Jean Perron    |         | Voir     |
| 2021 | Jacques Poulin |         | Voir     |
| Élection partielle en italique Depuis 2005, les élections sont simultanées dans toutes les municipalités québécoises |                |         |          |